# Карл Франц фон Бекке
Карл Франц фон Бекке (нім. Franz Karl Freiherr von Becke; *31 жовтня 1818, Богемське королівство, Австрійська імперія — †15 грудня 1870, Відень, Австро-Угорщина) — австрійський і австро-угорський державний діяч, дипломат. Останній міністр фінансів Австрійської імперії (1867); міністр фінансів Австро-Угорщини в 1867–1870. У 1867–1868 одночасно міністр фінансів і виконувач обов'язків міністра торгівлі Цислейтанії. Барон.

## Життя і кар'єра
Карл Франц фон Бекке закінчив юридичний факультет Празького університету, в 1840 вступив на австрійську державну службу. З У 1846–1850 працював в консульстві в Галаці (Османська імперія), з 1850 — в генеральному консульстві в Єгипті. У 1853–1856 керував генеральним консульством Австрії в Константинополі. З 1861 знову в Галаці, голова від Австрії Комісії з регулювання судноплавства на Дунаї. У тому ж році переведений на роботу в Трієст. З 1865 — шеф секції в Міністерстві фінансів. Був помічником статс-секретаря Міністерства фінансів.
У 1867 зайняв пост міністра фінансів; після укладення Австро-угорської угоди і до самої смерті був міністром фінансів дуалістичної монархії.